# Ordelafo Faliero
Pour les articles homonymes, voir Faliero.
Ordelafo Faliero (mort en 1118 à Zadar) est le 34e doge de Venise élu en 1102.

## Biographie
Ordelafo Faliero est le fils du 32e doge Vital Faliero de Doni. Il est membre du conseil mineur, une assemblée formée de membres des familles dites apostoliques qui, dans la Venise oligarchique, assument la charge publique de juges, conseillers, ambassadeurs et chefs militaires.
La légende veut qu'il soit gaucher et que son nom, Ordelaf, soit l'écriture spéculaire de Faledro.
Les premières préoccupations de Ordelafo Faliero sont certainement liées aux visées du roi de Hongrie Coloman, qui enlève Zadar à Venise et se proclame roi de Hongrie et de Croatie. La guerre avec les Hongrois dure de 1105 à 1115 ; Venise réussit à reconquérir Zadar et Sebenico.
Par la suite, Ordelaf part pour la Syrie, où il conquiert une partie de la ville de Saint-Jean d'Acre ; l'or et des émaux sont ramenés de l'iconostase du Christ Pantocrator de Constantinople pour former le Pala d'oro, qui depuis est conservé dans la basilique Saint-Marc. Ordelafo Faliero est à l'origine, en 1104, des fondations de l'arsenal de Venise.
Ordelafo Faliero est tué à Zadar lors d'un combat contre les Hongrois. Sa dépouille est enterrée dans la basilique Saint-Marc.
Son anneau aurait été retrouvé en 2016 à Zara .